# Eduard Honisch

Eduard Honisch

Eduard Honisch (* 7. Januar 1910 in Klein Bukowitz, Krain; † 12. Dezember 1953 in Wien-Favoriten) war ein österreichischer Politiker (NSDAP) und SA-Führer.

## Leben und Wirken
Nach dem Besuch der Volksschule und Bürgerschule in St. Pölten absolvierte Honisch eine kaufmännische Lehre. Zu diesem Zweck besuchte er auch zwei Klassen lang die Handelsfachschule. Anschließend war er neun Jahre lang als Kaufmann tätig. Ab 1924 gehörte er dem Deutschen Handelsangestellten-Verband an.
Honisch trat 1932 der SA sowie der Nationalsozialistische Betriebszellenorganisation (NSBO) bei.
Eigenen Angaben zufolge wurde Honisch am 26. Juli 1934 von den österreichischen Behörden wegen nationalsozialistischer Betätigung verhaftet. Den grundsätzlichen Umstand seiner Verhaftung bestätigt eine Zeitungsnotiz in der Canberra Times vom 6. August 1934, die allerdings kein genaues Verhaftungsdatum nennt, dafür die Verhaftungsmotive dahingehend präzisiert, dass Honisch im Besitz von Sprengstoff angetroffen wurde. Es ist anzunehmen, dass die Verhaftung Honischs, der zu dieser Zeit arbeitslos war, im Zusammenhang mit dem gescheiterten Juliputsch der österreichischen Nationalsozialisten gegen die Regierung von Engelbert Dollfuss stand, der im Zuge dieser Ereignisse ums Leben kam.
Am 4. August 1934 wurde Honisch von einem Standgericht wegen unbefugten Besitzes von Sprengstoff zum Tode durch den Strang verurteilt. Drei Minuten vor der Vollstreckung des Todesurteils wurde die Strafe in lebenslängliche Kerkerhaft bei schwerer Zwangsarbeit abgemildert.
Am 18. Februar 1938 kam Honisch infolge der bevorstehenden Annexion Österreichs durch das Deutsche Reich in Freiheit. In der Folge übernahm er von neuem die Führung des SA-Sturmes 11/X in seiner Heimatstadt St. Pölten. Er beantragte am 23. Mai 1938 die Aufnahme in die NSDAP und wurde rückwirkend zum 1. Mai aufgenommen (Mitgliedsnummer 6.199.136). Wenige Monate später, im August 1938, wurde Honisch zum Reichstagsabgeordneten ernannt. Er gehörte dem nun, nach der Eingliederung Österreichs in das Deutsche Reich, als „großdeutschen Reichstag“ bezeichneten und zu einem reinen Akklamationsorgan reduzierten Parlament in der Folge bis zum Frühjahr 1943 an.
In den folgenden Jahren amtierte Honisch zunächst als ehrenamtlicher Kreisorganisationsleiter der NSDAP in St. Pölten. Am 1. April 1941 übernahm er eine Stelle im Organisationsamt der NSDAP, um anschließend Aufgaben als Sachbearbeiter in der „Deutschen Gemeinschaft“ im Arbeitsbereich Generalgouvernement der NSDAP wahrzunehmen.
Im April 1941 wurde Honischs parlamentarische Immunität aufgrund der Einleitung eines Strafverfahrens wegen fahrlässiger Tötung (Verkehrsunfall) aufgehoben. Im Dezember 1941 wurde er deswegen vom Landgericht St. Pölten zu einem Monat Arrest verurteilt. Ein Jahr später kam er erneut mit der Justiz in Konflikt: Am 20. Oktober 1942 wurde er vom Parteigericht der NSDAP wegen Unterschlagung von Parteigeldern verwarnt und mit der Aberkennung der Würdigkeit zur Bekleidung eines Parteiamtes für ein Jahr bestraft. Am 29. März 1943 erfolgte sein Ausschluss aus der NSDAP. Sein Reichstagsmandat wurde ihm zu dieser Zeit aberkannt und auf Edmund Brauner übertragen.
Im April 1945, gegen Ende des Zweiten Weltkrieges, floh Honisch vor der einrückenden US-Armee aus St. Pölten und ließ er sich in Henndorf am Wallersee im Land Salzburg nieder, wo er im Februar 1946 verhaftet wurde. 1953 starb er im Alter von 43 Jahren in Wien.